# Орест Кападокијски
Орест Кападокијски је ранохришћански светитељ и мученик из 3. века
.

## Биографија
У време прогона хришћана од стране цара Диоклецијана, кнез Максимин је тражећи угледне хришћане у кападокоији да се на њима докаже цару сазнао је за Ореста. Нареди је да га ухвате и доведу пред њега на суд. Орест је признао да је хришћанин и одбио да принесе жртву паганским идолима. Због тога је стављен на тешке муке које је стоички подносио. Пошто ни то није уродило плодом, кнез Максин нареди је да га привежу за бесног коња који г аје тако вукао по путевима и пољима, по трњу и оштром камењу све док Орест није подлегао. Његово тело, након тога бачено је у реку Фиву. 
Православна црква прославља светог Ореста, 10. новембра по јулијанском календару.